# Neopalpa neonata
Neopalpa neonata – gatunek motyla z rodziny skośnikowatych. Kserofil. Zamieszkuje suche siedliska południowo-zachodnich Stanów Zjednoczonych i północno-zachodniego Meksyku. 

## Taksonomia

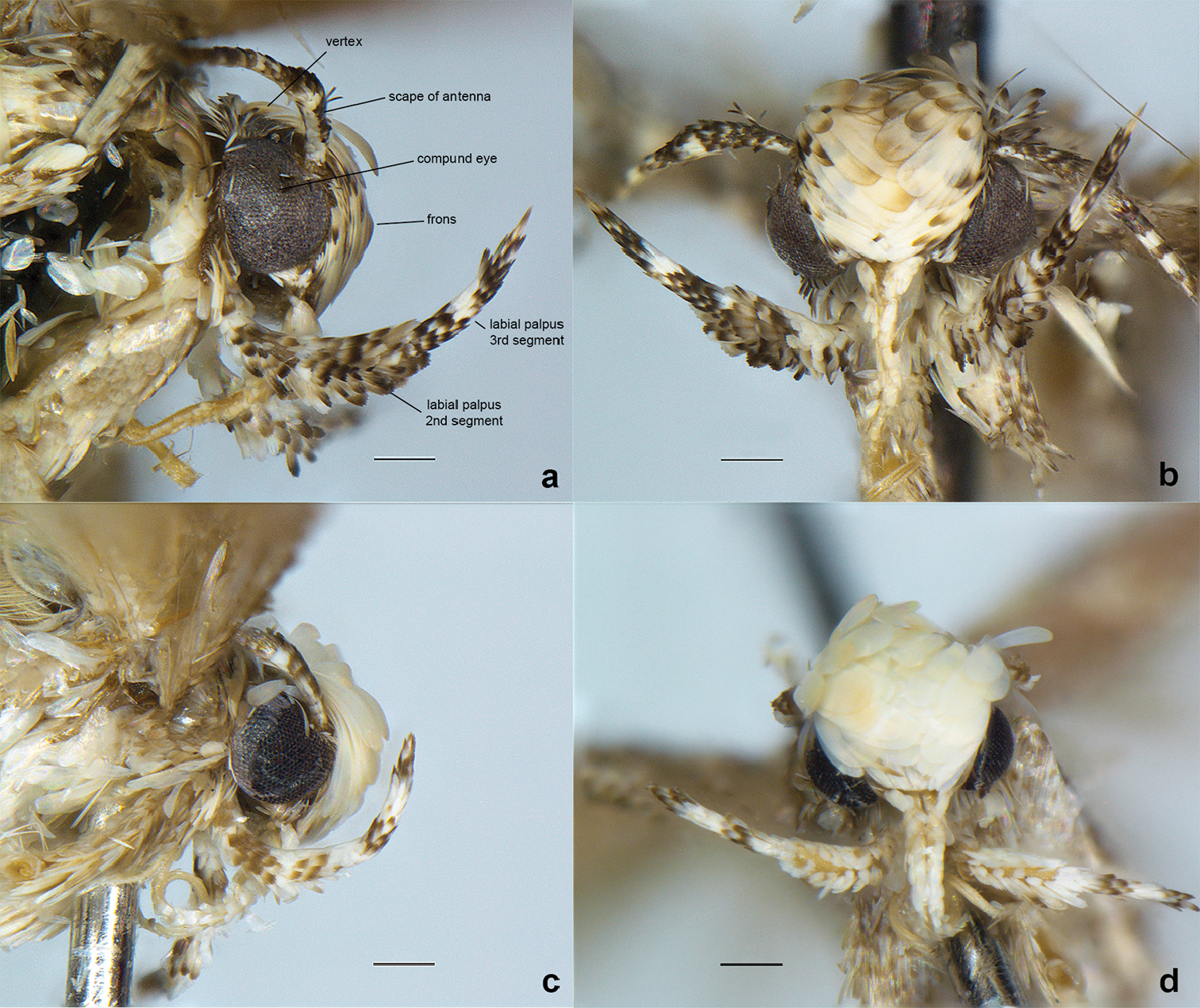
Głowy samców. a i b: N. neonata, c i d: N. donaldtrumpi

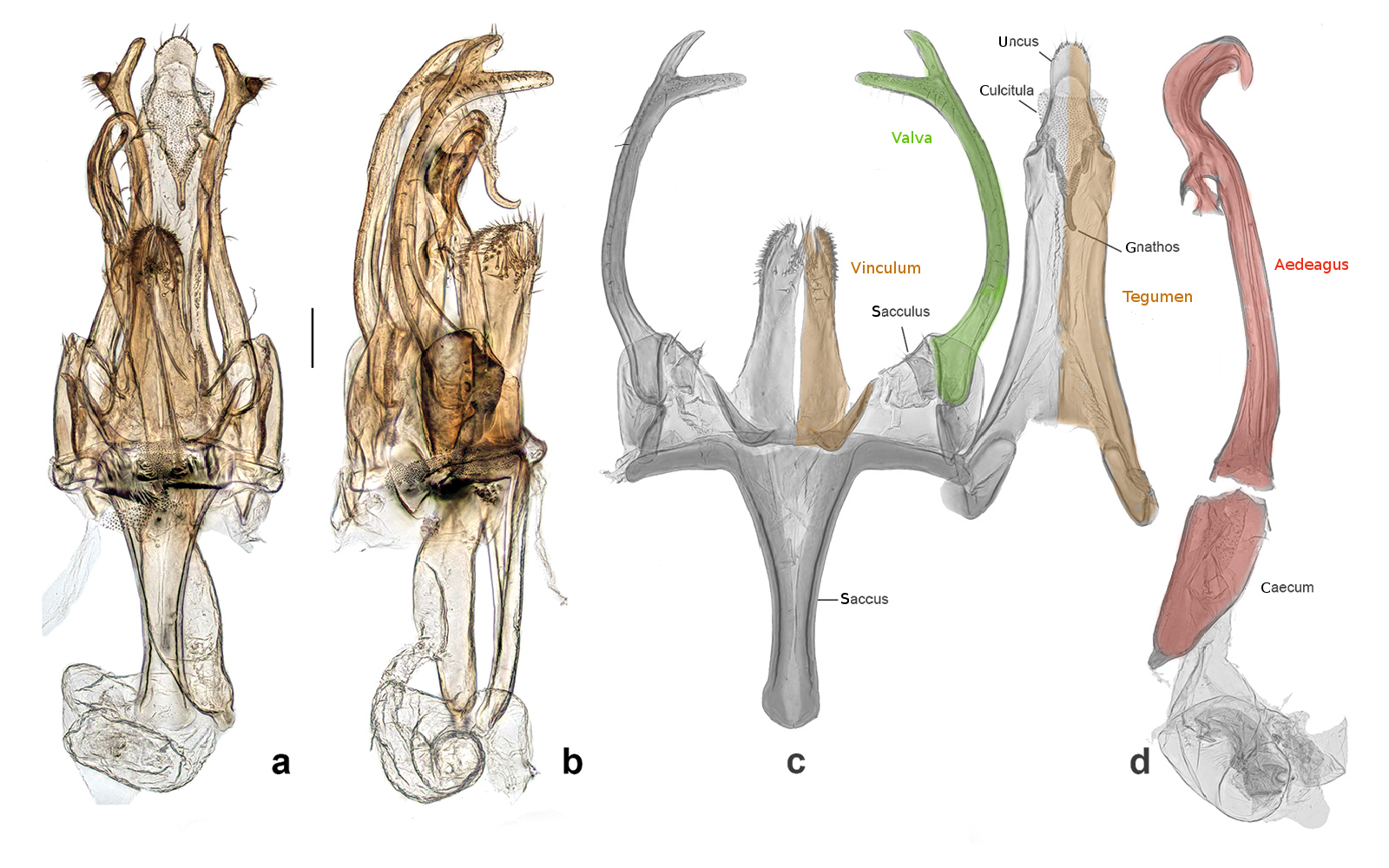
Genitalia samca N. neonata

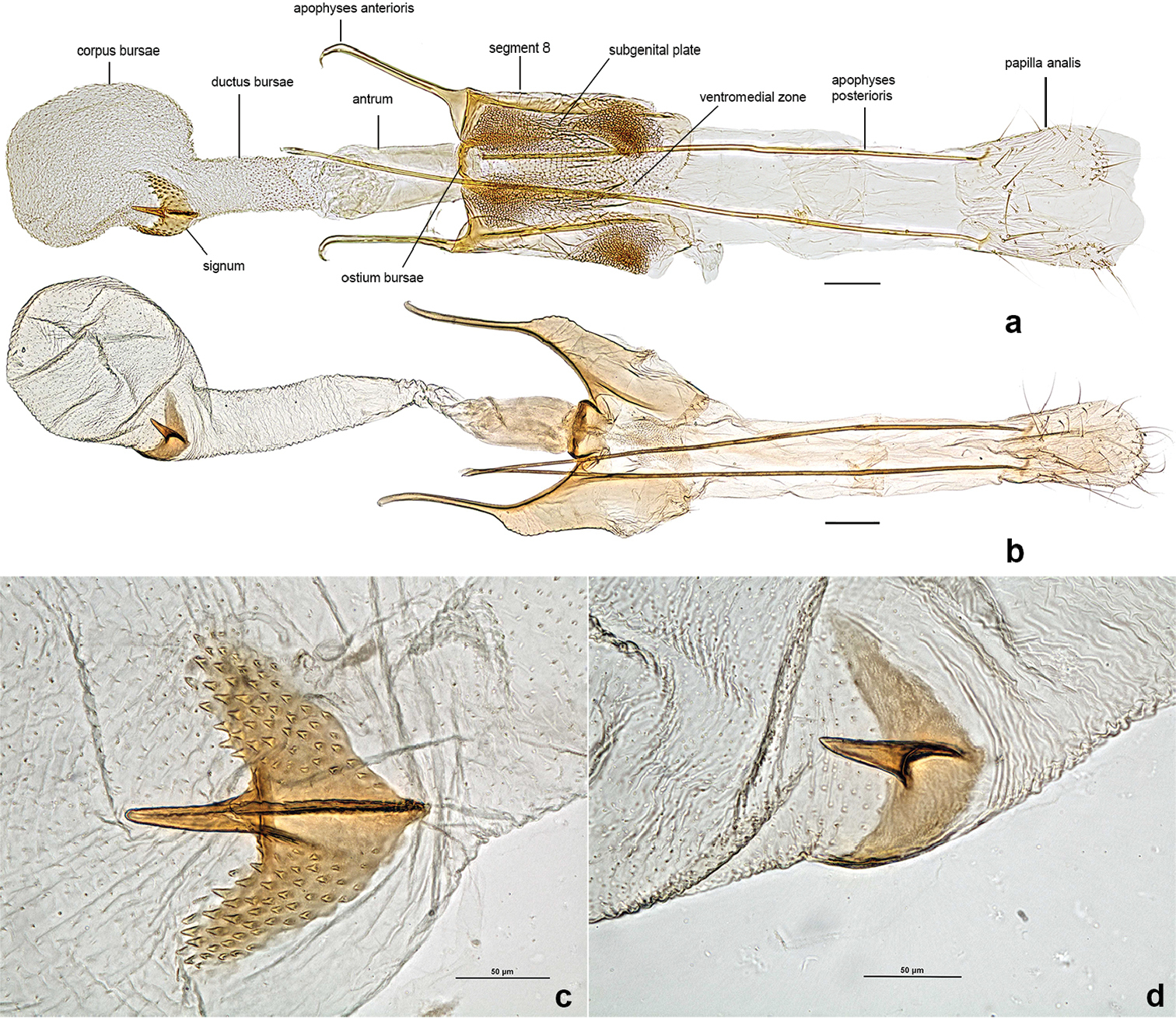
Porównanie genitaliów samic. a i c: N. neonata, b i d: N. donaldtrumpi

Gatunek ten został opisany w 1998 roku przez Dalibora Povolnego na podstawie dwóch samców. W 2017 roku poddany został redeskrypcji przez Vazricka Nazariego. Ponadto autor ten opisał po raz pierwszy samicę.

## Opis
Motyl o długości przednich skrzydeł od 3,6 do 4,9 mm u samców i od 4,2 do 5 mm u samic. Głowę i tułów wraz z tegulami ma porośnięte szarobrązowymi, ciemno zakończonymi łuskami. Czułki są w ⅔ tak długie jak przednie skrzydło, ciemno i jasno obrączkowane. Barwa przedniego skrzydła jest głównie ciemnobrązowa lub szara z jaśniejszymi smugami w części dorsalnej i przedkońcowej, 3–4 słabo zaznaczonymi, czarnymi plamami w kształcie kropli położonymi wzdłuż osi oraz dwoma dodatkowymi znakami. Strzępina przedniego skrzydła jest ciemnoszara z jaśniejszym nakrapianiem. Smukłe tylne skrzydła są ciemnoszare, pozbawione znaków.
Od pokrewnego N. donaldtrumpi samica wyróżnia się rozlegle urzeźbionym ósmym segmentem odwłoka oraz pokrytymi kolcokształtnymi ziarenkami skrzydełkami znamienia torebki kopulacyjnej. Genitalia samca cechuje duży, czterokrotnie dłuższy od sakulusa, dwupłatowy wyrostek winkularny oraz fallus o zakrzywionym wierzchołku i wyraźnym haczyku przedkońcowym.

## Występowanie i biologia
Owad nearktyczny, znany z amerykańskich stanów Arizona i Kalifornia oraz meksykańskich stanów Sonora, Kalifornia Dolna i Kalifornia Dolna Południowa. Preferuje suche lub piaszczyste siedliska, jak pustynie, wydmy, lasy drobnolistne, suchy busz i kaniony. 
Rośliny żywicielskie gąsienic pozostają nierozpoznane, jednak prawdopodobnie należą do rodziny psiankowatych. Owady dorosłe latają przez cały rok i łowione są do pułapek Malaise’a.